# Tyrrell 024
Тиррелл 024 (англ. Tyrrell 024) — спортивный автомобиль, разработанный конструктором Харви Постлуэйтом для команды Tyrrell. В сезоне 1996 года болидом управляли Юкио Катаяма и Мика Сало.

## Результаты выступлений в гонках
| Год  | Команда        | Двигатель        | Шины | Пилоты  | 1   | 2   | 3    | 4   | 5    | 6    | 7    | 8    | 9    | 10   | 11   | 12   | 13  | 14   | 15  | 16   | Место | Очки |
| ---- | -------------- | ---------------- | ---- | ------- | --- | --- | ---- | --- | ---- | ---- | ---- | ---- | ---- | ---- | ---- | ---- | --- | ---- | --- | ---- | ----- | ---- |
| 1996 | Tyrrell Yamaha | Yamaha OX11A V10 | G    |         | АВС | БРА | АРГ  | ЕВР | САН  | МОН  | ИСП  | КАН  | ФРА  | ВЕЛ  | ГЕР  | ВЕН  | БЕЛ | ИТА  | ПОР | ЯПО  | 8     | 5    |
| 1996 | Tyrrell Yamaha | Yamaha OX11A V10 | G    | Катаяма | 11  | 9   | Сход | ДСК | Сход | Сход | Сход | Сход | Сход | Сход | Сход | 7    | 8   | 10   | 12  | Сход | 8     | 5    |
| 1996 | Tyrrell Yamaha | Yamaha OX11A V10 | G    | Сало    | 6   | 5   | Сход | ДСК | Сход | 5    | ДСК  | Сход | 10   | 7    | 9    | Сход | 7   | Сход | 11  | Сход | 8     | 5    |